# Gasperina
Gasperina  è un comune italiano di 1 874 abitanti della provincia di Catanzaro, in Calabria. Con i suoi 6,78 km², Gasperina è il comune con la superficie territoriale più piccola della provincia.

## Storia

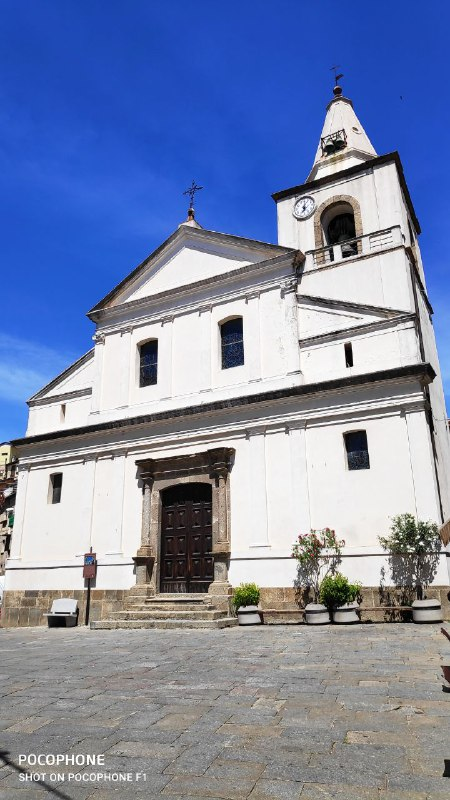
Chiesa di San Nicola Vescovo

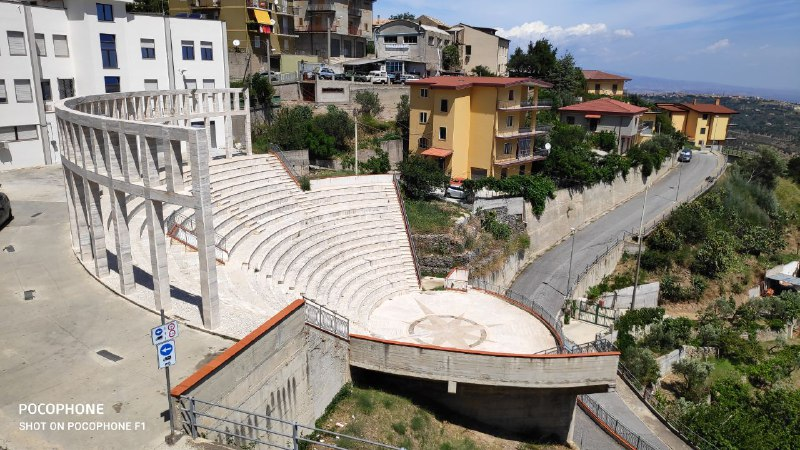
Teatro Franco Squillacioti inaugurato nel 2006

Non vi sono notizie certe sulla fondazione di Gasperina; è da ritenersi, tuttavia, che il primo nucleo dell'abitato sia sorto intorno ai secoli VII-VIII d.C. ad opera di popolazioni rivierasche che, per sfuggire alle incursioni dei pirati saraceni, si spostarono dal litorale, trovando rifugio nelle parti più nascoste delle prospicienti colline, dalle quali era più facile scorgere il nemico senza essere visti e, quindi, provvedere alla difesa. Le prime notizie certe risalgono all'epoca normanna e al Conte Ruggero che, affascinato dalla personalità di San Brunone di Colonia, indusse questi a fondare l'eremo di Santo Stefano del Bosco, dotandolo di ricche ed estese donazioni, tra cui il casale di “Gasparrina”.
Da quel momento la storia di Gasperina si lega indissolubilmente a quella della Certosa di Serra San Bruno e, per secoli, ne seguirà le vicende. Fatto di certa importanza fu la costruzione del Monastero di S. Giacomo detto anche “Grancia di Sant'Anna”, dal nome della collina sulla quale fu eretto, nel territorio di Montauro al confine con Gasperina.
Le disposizioni del Conte Ruggero furono poi rinnovate dagli altri sovrani normanni, dagli Svevi e poi ancora da Carlo V d'Asburgo e da Carlo II di Spagna.
La storia di Gasperina si intreccia, per altri versi, con quella del Principato di Squillace. Infatti nel 1497 la comunità di Gasperina finì, insieme a tanti altri casali, sotto la potestà di Goffredo Borgia della casata di Papa Alessandro VI e sposo di Sancia, figlia di Alfonso II di Napoli. Dopo alterne vicende e dopo il catastrofico terremoto del 1783, l'immensa proprietà del monastero venne incamerata dal governo dell'epoca e in seguito, nel 1819, ceduta a vari acquirenti. In anni ancora successivi la comunità di Gasperina, divenuta autonoma, in virtù dell'antico prestigio e forte dei suoi valori spirituali e morali, quale sede naturale di incontri, traffici, commerci, attività artigianali e rurali, diviene Capitale di Mandamento ed è sede di numerosi uffici periferici dello Stato (Giustizia con la Pretura, Finanza, Lavoro, Difesa con la Leva, ecc.) In epoche recenti, Gasperina ha seguito le vicende che, dal punto di vista politico, sociale, economico, hanno caratterizzato tutto il Mezzogiorno d'Italia: crisi, emigrazione massiccia, spopolamento.

## Palazzi

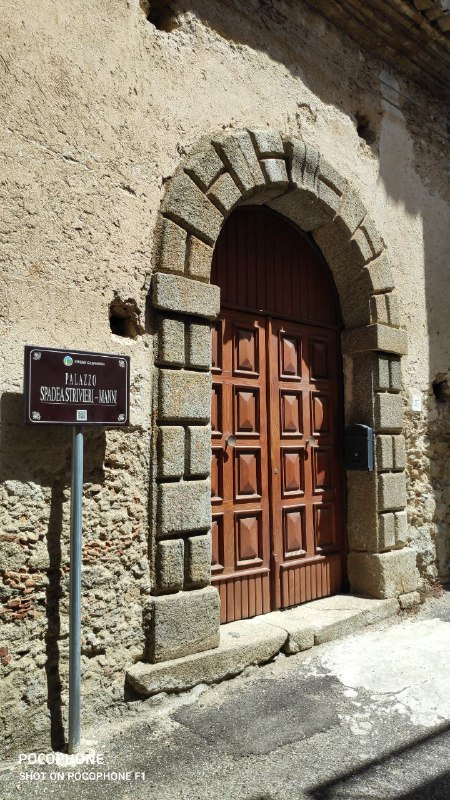
Palazzo Spadea-Strivieri Manni
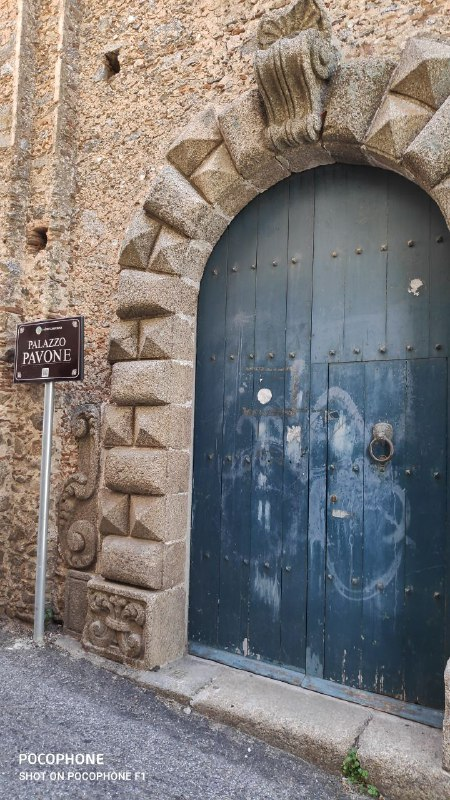
Palazzo Pavone
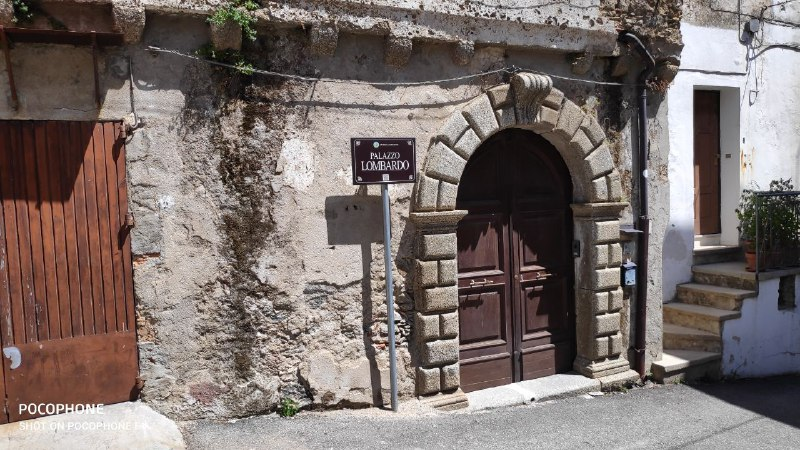
Palazzo Lombardo

## Rughe

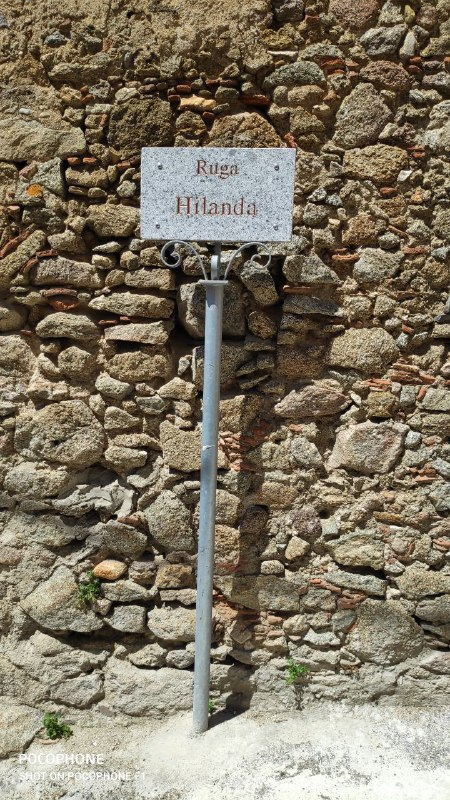
Ruga Hilanda - Gasperina (2020)

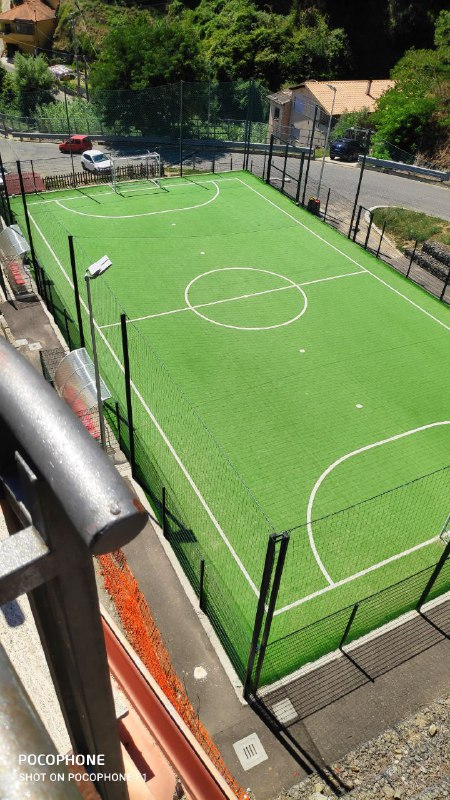
Campo da calcetto

- Ruga Cavarcatura
- Ruga Crucia d'a via
- Ruga Friχχina
- Ruga Hilanda
- Ruga Munta
- Ruga Pateda
- Ruga Petra 'e Panghi
- Ruga Riccia

## Società

### Evoluzione demografica
Abitanti censiti

### Tradizioni e folclore
Secondo la leggenda, la statua della Madonna di Termini fu trovata in mare da alcuni pescatori. Contesa dagli abitanti di Gasperina, Montauro e Montepaone, fu posta al di sopra di un carro trainato da due buoi e sarebbe rimasta nel luogo dove questi ultimi si sarebbero fermati. Poco prima del borgo Gasperina, i buoi si sarebbero fermati e inginocchiati esattamente nel luogo dove oggi sorge l'omonimo santuario, all'interno del quale sarebbe custodita la statua.